# Тенебризм

Караваджо. Покликання апостола Матвія. 1599 Сан-Луїджі-деї-Франчезі, Рим

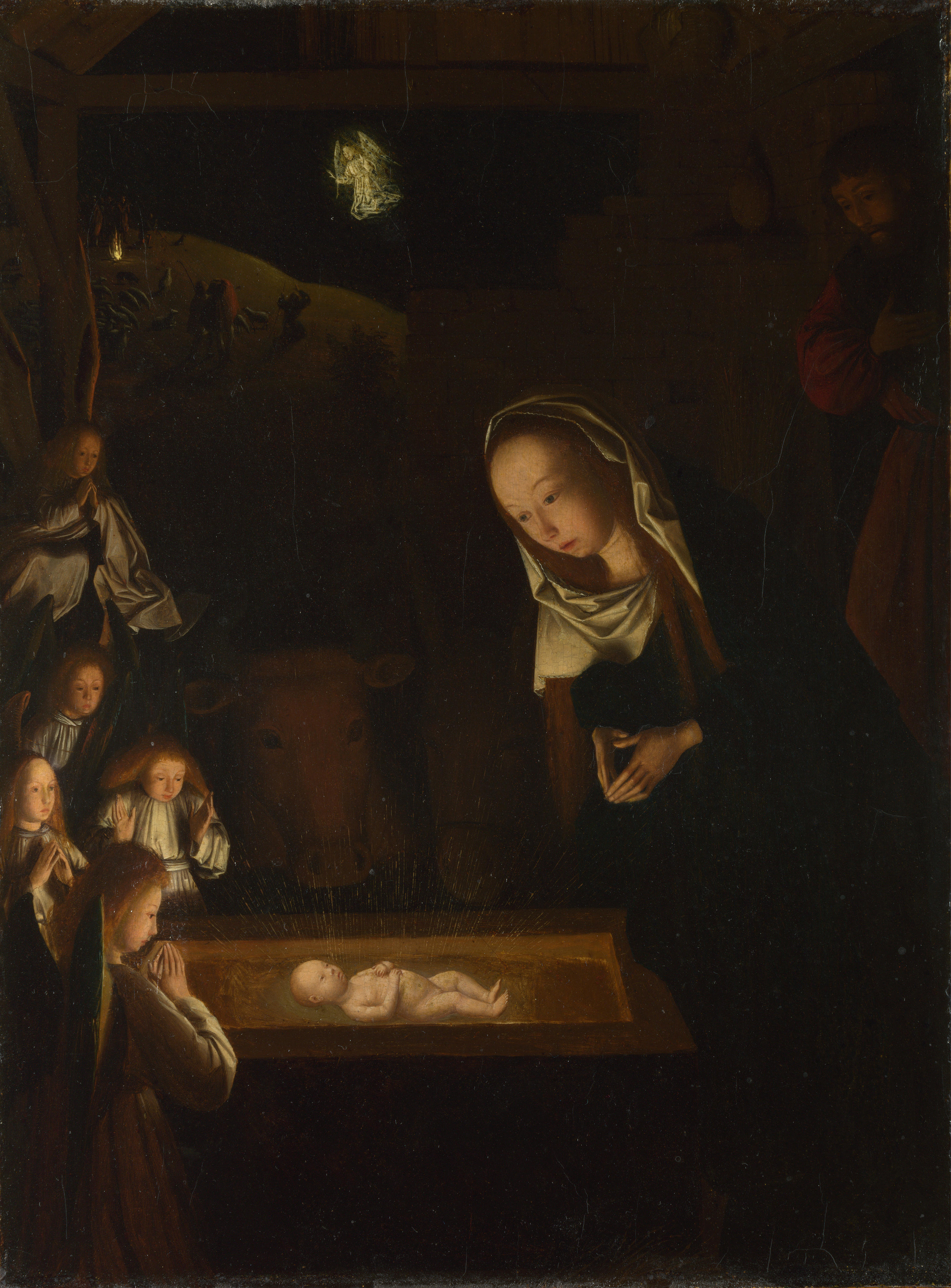
Ґертґен тот Сінт Янс. Нічне Різдво.Бл. 1490. Ранній приклад композиції, заснованої на контрастній світлотіні

Тенебризм (іт. tenebre — темрява) — живописна манера, техніка і тип композиції, в основі якого лежить робота зі світлотінню. У картинах, виконаних у такій манері, пряме, густе світло моделює об'єми та створює контрастні із неосвітленими ділянками, які слугують тлом. Таким чином, об'єми виділяються світлом, ніби виростаючи з навколишньої темряви.
Тенебризм є характерною рисою караваджизму, однак ця манера була відомою живописцям Італії та країн північної Європи ще до Караваджо. Розквіт тенебризму, що припав на XVII століття, крім очевидного впливу цього італійського художника, виражає також загальноєвропейський духовний настрій епохи, що надала поняттю темряви особливе образотворче, психологічне та теологічне значення.

## Історія
Термін зазвичай використовують стосовно  картин XVII століття, але подібну техніку використовували значно раніше Дюрер, Тінторетто, Якопо Бассано, Ель Греко та інші. Оскільки в основі цієї техніки лежить робота зі світлотінню, то й поширення її стало можливим разом із поступовим завоюванням світлотіні. Так, наприклад, Хуго ван дер Гус та його послідовники використовували сильні контрасти освітлених постатей та темного тла як композиційний засіб, зокрема, в зображеннях на сюжет Різдва Христового. Трохи пізніше в роботах майстрів Високого Відродження світлотінь стала засобом моделювання об'єму. Художники маньєризму — серед них Веронезе, Тінторетто та їх численні послідовники — вдавалися до контрастної світлотіні як до композиційного засобу та засобу моделювання, створюючи таким чином сильні драматичні ефекти. Сильний контраст світлотіні стає основним стилістичним інструментом тенебристської манери, ключовим чинником становлення якої зазвичай називають творчість Караваджо.
Починаючи від 1600-х років, тенебризм стає визначальною характеристикою живопису. Після Караваджо цю техніку перейняли його численні послідовники. Так, серед римських художників, у творчості яких виявляються сліди тенебристської манери, відомі насамперед караваджисти — Ораціо Джентілескі, Карло Сарачені, Джованні Бальйоне, Бартоломео Манфреді та інші. Подібним чином ця манера проявляється в живописі неаполітанських художників, характерним прикладом якої є Хосе де Рібера. У нідерландському мистецтві термін застосовують до творчості художників утрехтської школи, які також потрапили під вплив мистецтва Караваджо. Приблизно в цей час тенебристські тенденції виявляються в Іспанії — в роботах Франсіско Сурбарана, Франсіско Рібальти та їхніх учнів. У Франції такими художниками стають Жорж де Латур, відомий релігійними сценами, освітленими єдиною свічкою, і Сімон Вуе.
З часом тенебризм втрачає значення ключової тенденції живопису. Так, у Римі, де тенебризм найпомітніше виявився в творчості Караваджо, очевиднішим стає вплив Анібале Карраччі і традицій Високого Відродження. При цьому формальні особливості тенебристської манери з живопису не зникають. Однак термін не використовують стосовно подібних художніх феноменів пізніших періодів — романтичного живопису Ежена Делакруа або Джозефа Райта, так само як і до попередньої творчості Адама Ельсгаймера, який збагатив європейський пейзажний живопис різноманіттям світлових ефектів.

## Галерея

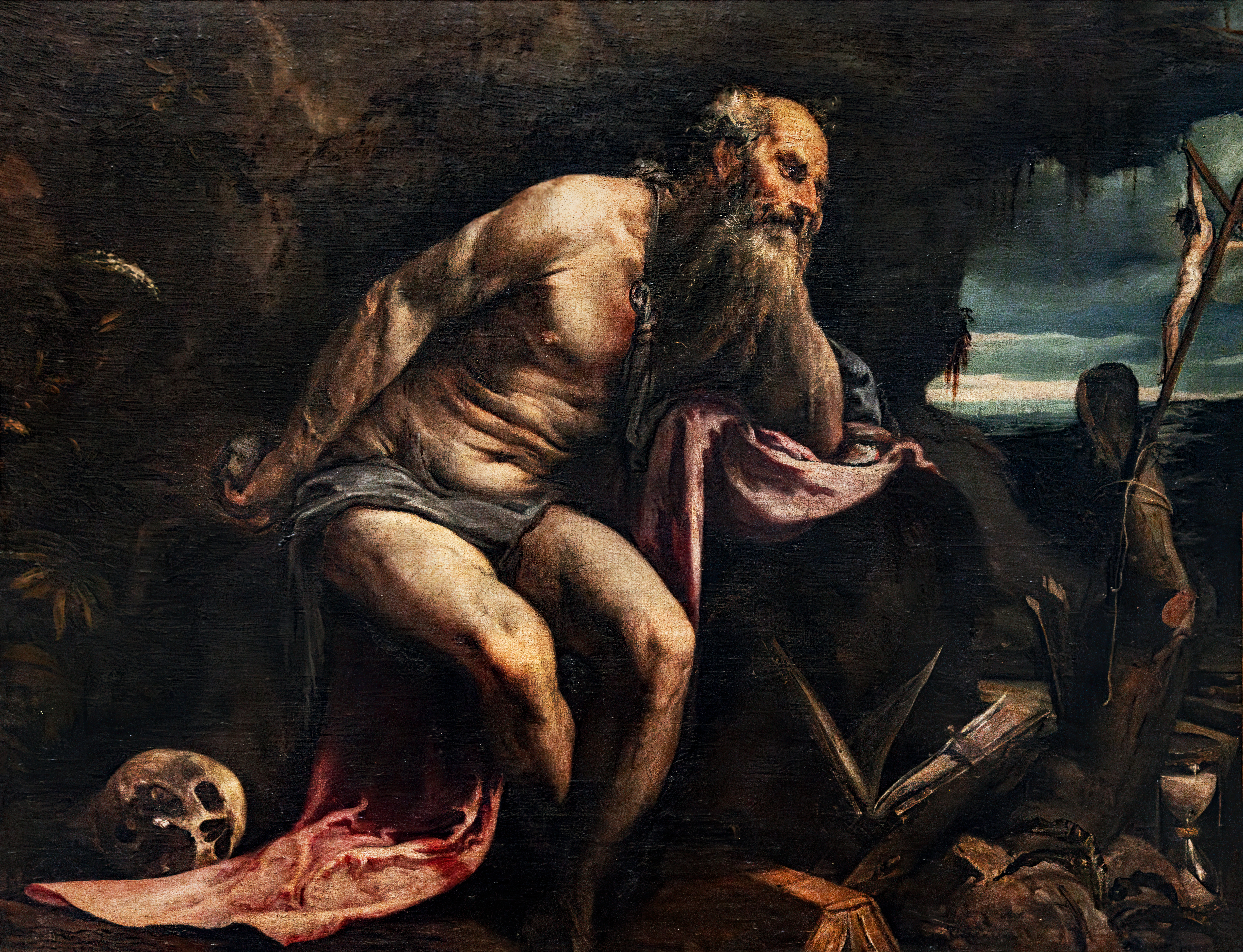
Якопо Бассано, Святий Ієронім, 1556
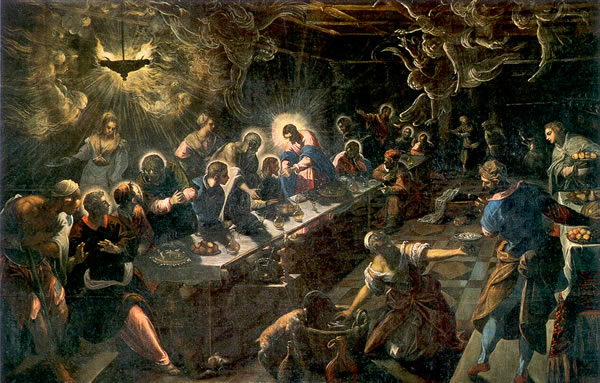
Тінторетто, Тайна вечеря, 1592—1594. Собор Сан-Джорджо Маджоре, Венеція
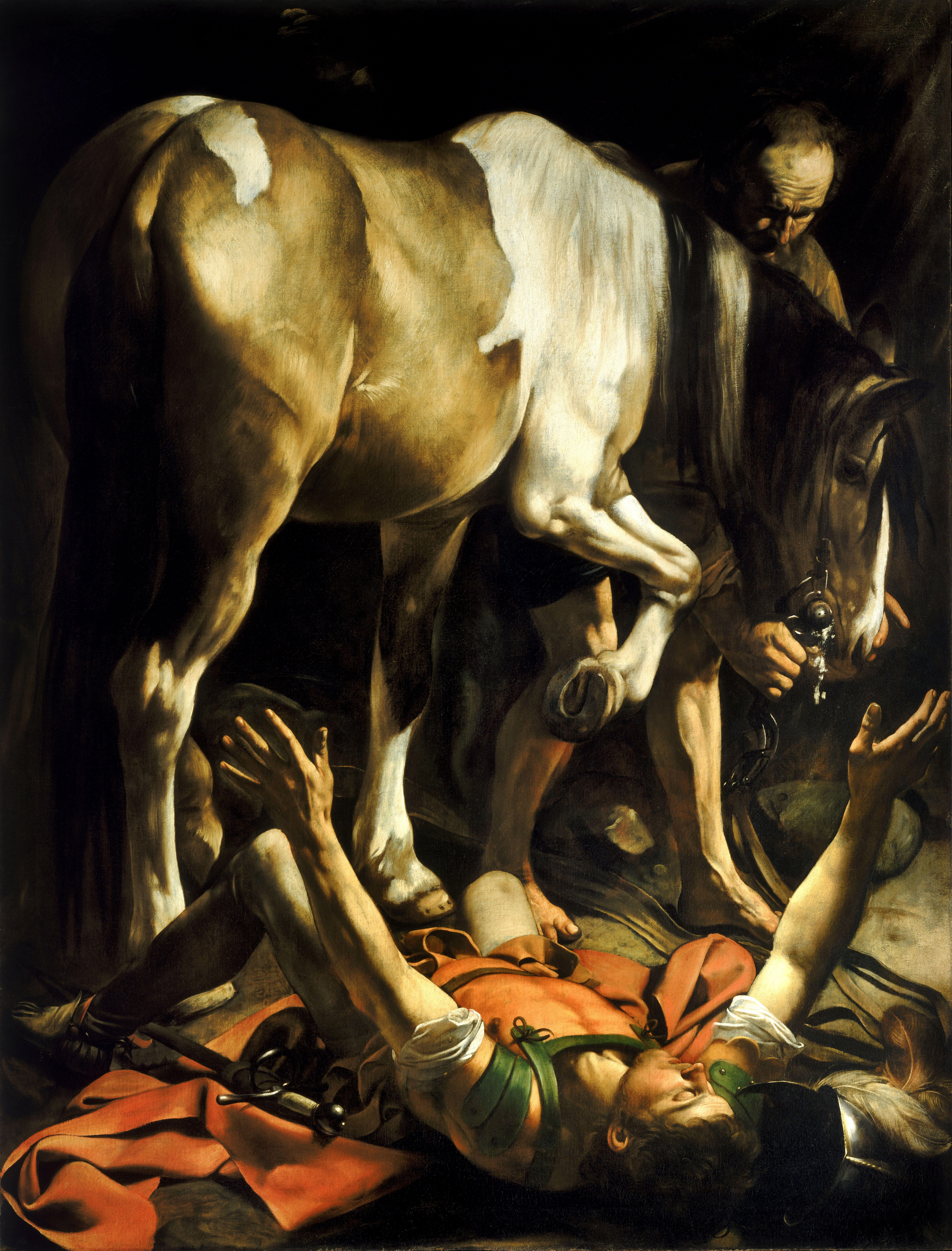
Караваджо, Навернення Савла, 1604.
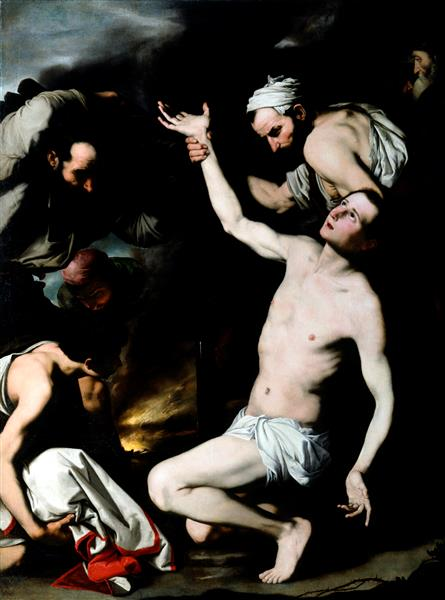
Хосе де Рібера, Мучеництво св. Лаврентія, бл. 1625, Дрезден.
Джованні Бальйоне, Любов Небесна і Любов Земна, 1602.
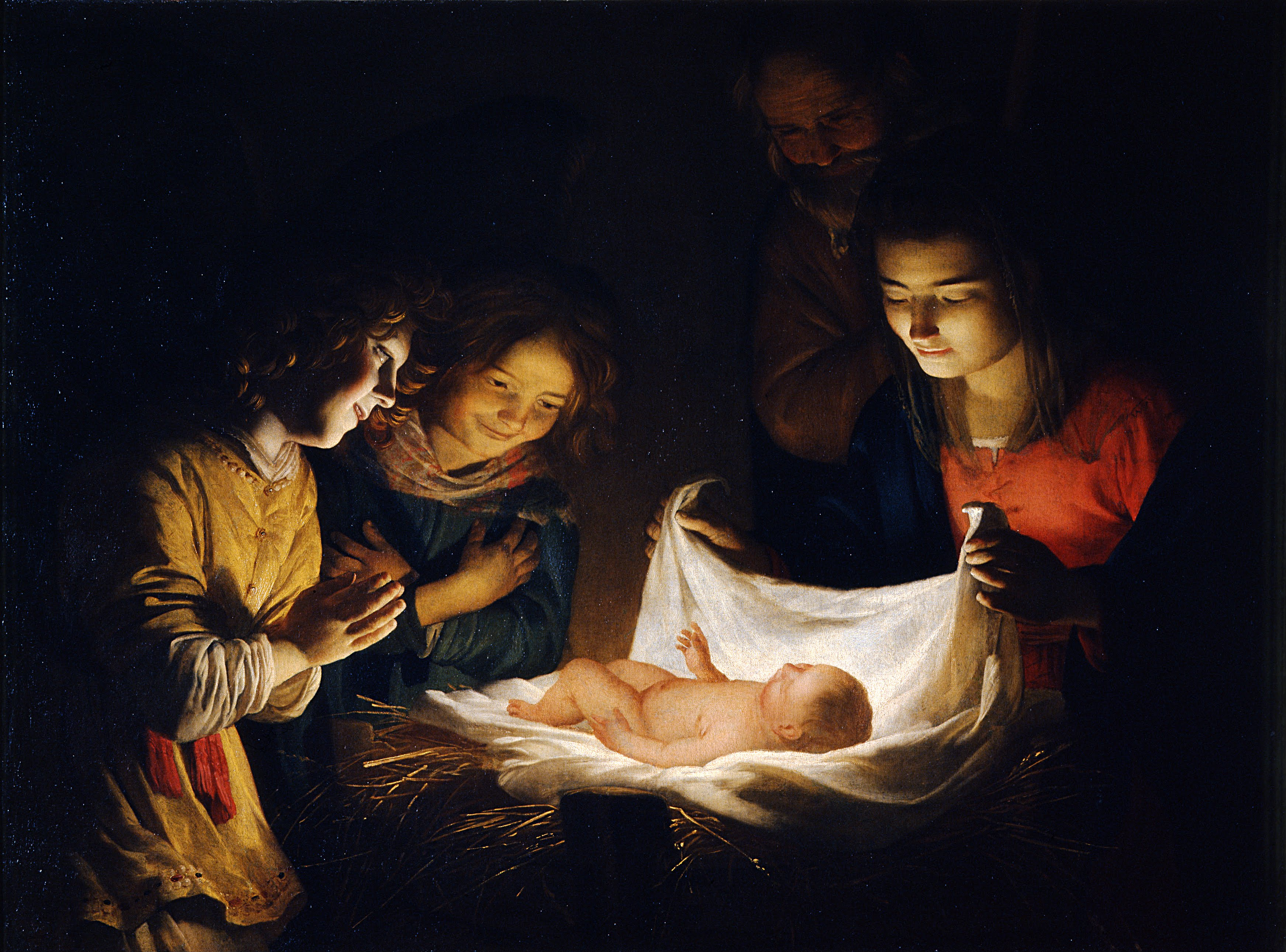
Герріт ван Гонтгорст, Поклоніння Немовляті, бл. 1620, Уффіці.
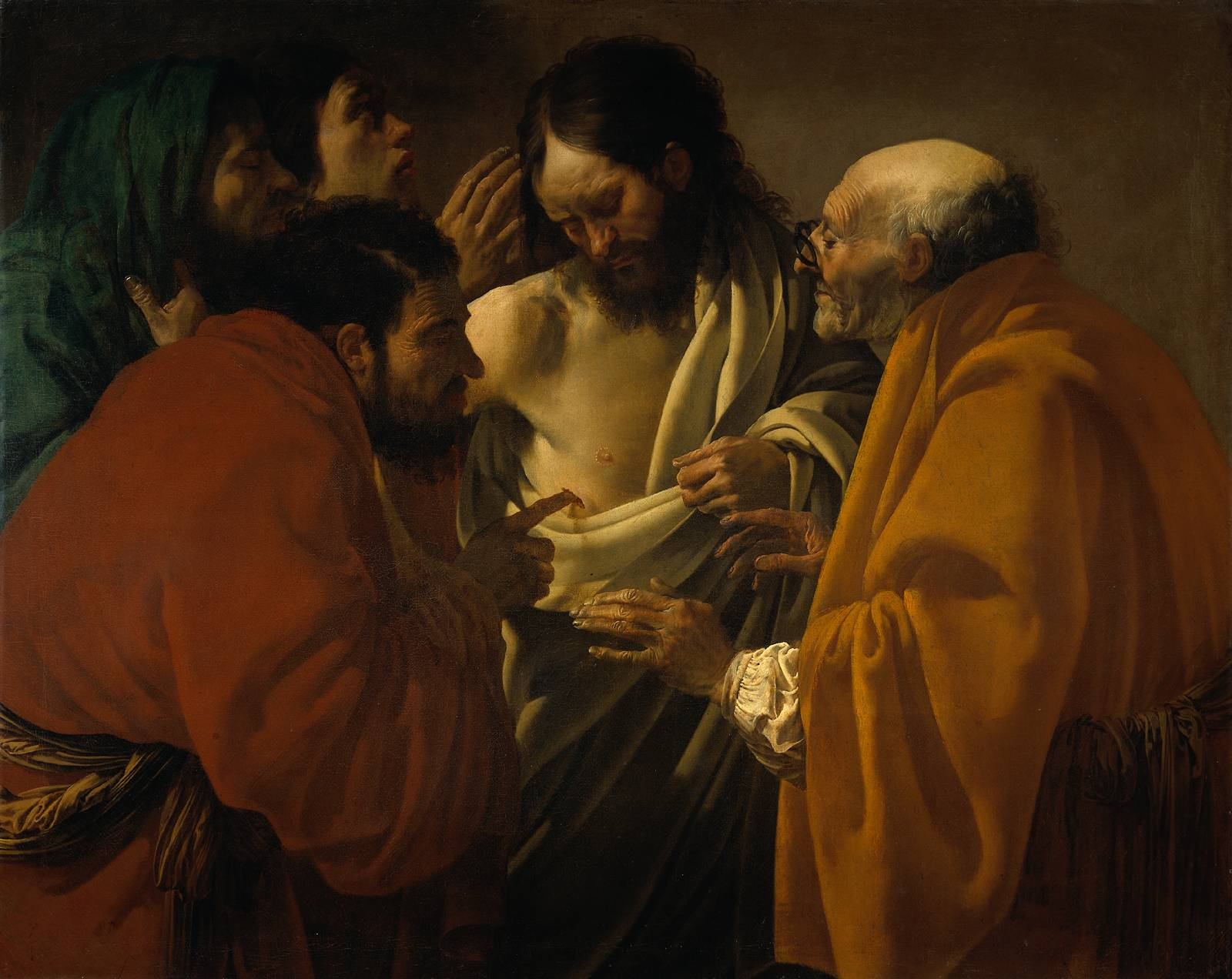
Гендрік Тербрюгген, Хома невіруючий, 1621—1623, Амстердам.
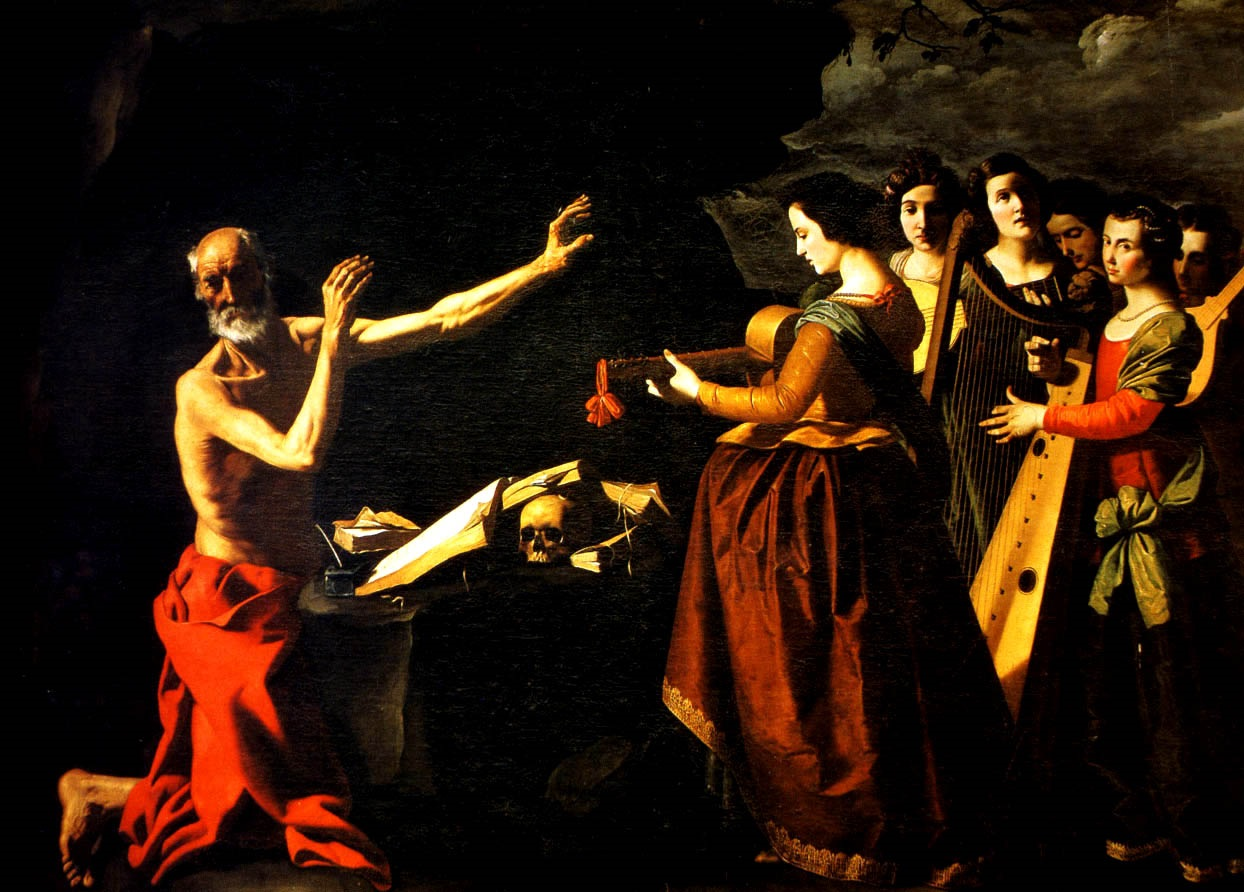
Франсіско де Сурбаран, Спокуса св. Ієроніма, 1639, Санта-Марія-де-Гуадалупе
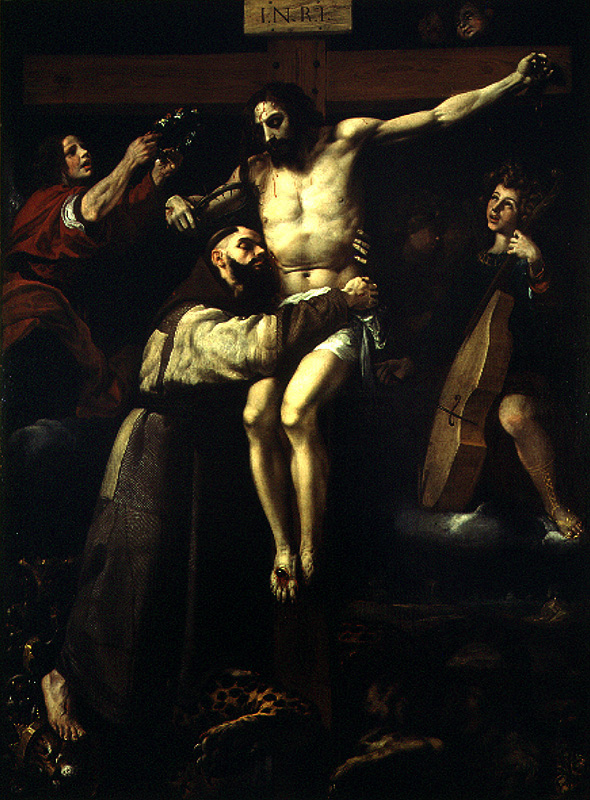
Франсіско Рібальта, Святий Франциск, що обіймає розіп'ятого Христа, 1620.
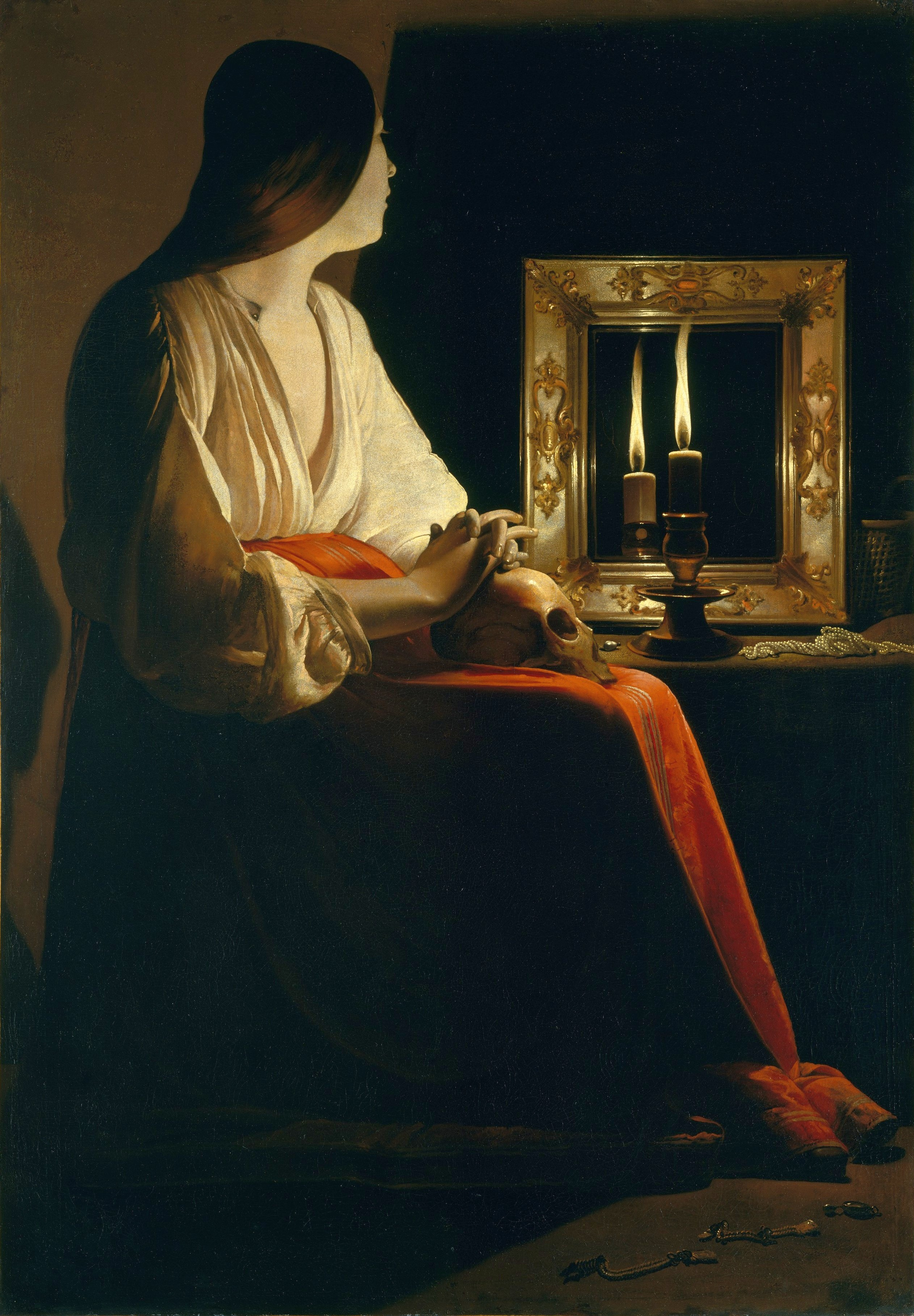
Жорж де Латур, Марія Магдалина, Метрополітен-музей.